# The Boy Is Mine (bài hát)
"The Boy Is Mine" là một bản song ca của hai nghệ sĩ thu âm người Mỹ Brandy và Monica nằm trong những album phòng thu thứ hai của họ phát hành trong năm 1998, Never Say Never của Brandy và The Boy Is Mine của Monica. Nó được phát hành như là đĩa đơn đầu tiên trích từ hai album vào ngày 19 tháng 5 năm 1998 bởi Atlantic Records. Bài hát được viết lời bởi LaShawn Daniels, Japhe Tejeda, Fred Jerkins III, Rodney "Darkchild" Jerkins và Brandy, và được sản xuất bởi Darkchild và Dallas Austin. Được lấy cảm hứng từ bản song ca năm 1982 "The Girl Is Mine" của Michael Jackson và Paul McCartney, đây là một bản mid-tempo R&B với nội dung xung quanh việc hai người phụ nữ đang đấu tranh để đạt được một người đàn ông.
Sau khi phát hành, "The Boy Is Mine" nhận được những phản ứng tích cực từ các nhà phê bình âm nhạc, trong đó họ đánh giá cao sự ăn ý của hai nghệ sĩ trong việc làm nổi bật tinh thần của bài hát. Nó cũng gặt hái nhiều giải thưởng và đề cử tại những lễ trao giải cuối năm, bao gồm ba đề cử giải Grammy cho Thu âm của năm, Bài hát R&B xuất sắc nhất và Trình diễn giọng R&B xuất sắc nhất của bộ đôi hoặc nhóm nhạc tại lễ trao giải thường niên lần thứ 41, và chiến thắng giải sau. Bài hát cũng gặt hái những thành công vượt trội về mặt thương mại, đứng đầu các bảng xếp hạng ở Canada, Hà Lan và New Zealand, và lọt vào top 5 ở hầu hết những quốc gia nó xuất hiện, bao gồm nhiều thị trường lớn như Úc, Bỉ, Đan Mạch, Pháp, Đức, Ireland, Na Uy, Thụy Điển, Thụy Sĩ và Vương quốc Anh.
Tại Hoa Kỳ, "The Boy Is Mine" liên tục phá vỡ những kỷ lục trên bảng xếp hạng Billboard Hot 100, nơi nó nắm giữ ngôi vị số một trong 13 tuần liên tiếp, và trở thành đĩa đơn quán quân đầu tiên của Brandy và Monica tại đây. Được khai thác bởi những tin đồn từ giới truyền thông về sự cạnh tranh ngầm giữa hai ca sĩ trẻ, nó đã trở thành bài hát bán chạy nhất năm 1998 ở Hoa Kỳ với 2.6 triệu bản, và trở thành đĩa đơn thứ hai trong lịch sử bảng xếp hạng tiến thẳng lên vị trí quán quân từ vị trí trong top 20 ở tuần đầu, kể từ đĩa đơn năm 1964 "Can't Buy Me Love" của The Beatles.
Video ca nhạc cho "The Boy Is Mine" được đạo diễn bởi Joseph Kahn, trong đó Brandy và Monica ở hai căn hộ gần nhau và cùng được theo đuổi bởi một người đàn ông (do Mekhi Phifer thủ vai), trước khi cả hai quyết định hợp tác để vạch trần bộ mặt thật của anh ta. Nó đã nhận được đề cử ở hai hạng mục tại Giải Video âm nhạc của MTV năm 1998 cho Video của năm và Video R&B xuất sắc nhất. Kể từ khi phát hành, bộ đôi chỉ trình diễn bài hát hai lần, bao gồm màn trình diễn duy nhất trên truyền hình tại Giải Video âm nhạc của MTV năm 1998. Năm 2012, hai nữ ca sĩ đã tái hợp sau 14 năm trong đĩa đơn "It All Belongs to Me".

## Danh sách bài hát
Đĩa CD tại Hoa Kỳ
1. "The Boy Is Mine" (radio chỉnh sửa với phần mở màn) - 4:03
2. "The Boy Is Mine" (không lời) - 4:52

Đĩa CD tại châu Âu và Anh quốc
1. "The Boy Is Mine" (radio chỉnh sửa không có phần mở màn) – 4:00
2. "The Boy Is Mine" (radio chỉnh sửa với phần mở màn) – 4:00
3. "The Boy Is Mine" (bản LP) – 4:51
4. "The Boy Is Mine" (bản club) – 7:39

## Xếp hạng
| Bảng xếp hạng (1998-99)                  | Vị trí cao nhất |
| ---------------------------------------- | --------------- |
| Úc (ARIA)                                | 3               |
| Áo (Ö3 Austria Top 40)                   | 6               |
| Bỉ (Ultratop 50 Flanders)                | 4               |
| Bỉ (Ultratop 50 Wallonia)                | 2               |
| Canada (RPM)                             | 1               |
| Canada Dance/Urban (RPM)                 | 1               |
| Đan Mạch (Tracklisten)                   | 3               |
| Châu Âu (Eurochart Hot 100 Singles)      | 2               |
| Pháp (SNEP)                              | 2               |
| Đức (Official German Charts)             | 5               |
| Ireland (IRMA)                           | 2               |
| Ý (FIMI)                                 | 10              |
| Hà Lan (Dutch Top 40)                    | 1               |
| Hà Lan (Single Top 100)                  | 1               |
| New Zealand (Recorded Music NZ)          | 1               |
| Na Uy (VG-lista)                         | 2               |
| Scotland (OCC)                           | 22              |
| Thụy Điển (Sverigetopplistan)            | 3               |
| Thụy Sĩ (Schweizer Hitparade)            | 3               |
| Anh Quốc (OCC)                           | 2               |
| Anh Quốc R&B (OCC)                       | 1               |
| Hoa Kỳ Billboard Hot 100                 | 1               |
| Hoa Kỳ Hot R&B/Hip-Hop Songs (Billboard) | 1               |
| Hoa Kỳ Pop Airplay (Billboard)           | 3               |
| Hoa Kỳ Rhythmic (Billboard)              | 1               |

| Bảng xếp hạng (1998)                 | Vị trí |
| ------------------------------------ | ------ |
| Australia (ARIA)                     | 17     |
| Austria (Ö3 Austria Top 40)          | 22     |
| Belgium (Ultratop 50 Flanders)       | 35     |
| Belgium (Ultratop 40 Wallonia)       | 10     |
| Canada Dance (RPM)                   | 7      |
| Canada Urban (RPM)                   | 1      |
| Denmark (Tracklisten)                | 8      |
| Europe (European Hot 100)            | 9      |
| France (SNEP)                        | 5      |
| Germany (Official German Charts)     | 17     |
| Italy (FIMI)                         | 88     |
| Japan (Tokyo Hot 100)                | 5      |
| Netherlands (Dutch Top 40)           | 8      |
| Netherlands (Single Top 100)         | 8      |
| New Zealand (Recorded Music NZ)      | 3      |
| Norway Summer Period (VG-lista)      | 3      |
| Sweden (Sverigetopplistan)           | 20     |
| Switzerland (Schweizer Hitparade)    | 13     |
| UK Singles (Official Charts Company) | 18     |
| US Billboard Hot 100                 | 2      |
| US Hot R&B/Hip-Hop Songs (Billboard) | 3      |

| Bảng xếp hạng (1990–99)    | Vị trí |
| -------------------------- | ------ |
| France (SNEP)              | 32     |
| Netherlands (Dutch Top 40) | 76     |
| US Billboard Hot 100       | 8      |

| Bảng xếp hạng        | Vị trí |
| -------------------- | ------ |
| US Billboard Hot 100 | 66     |

## Chứng nhận
| Quốc gia                                                                           | Chứng nhận  | Số đơn vị/doanh số chứng nhận |
| ---------------------------------------------------------------------------------- | ----------- | ----------------------------- |
| Úc (ARIA)                                                                          | Bạch kim    | 70.000^                       |
| Bỉ (BEA)                                                                           | Bạch kim    | 50,000*                       |
| Pháp (SNEP)                                                                        | Bạch kim    | 662,000                       |
| Đức (BVMI)                                                                         | Vàng        | 250.000^                      |
| Hà Lan (NVPI)                                                                      | Vàng        | 50.000^                       |
| New Zealand (RMNZ)                                                                 | Bạch kim    | 10.000*                       |
| Na Uy (IFPI)                                                                       | Vàng        | 0*                            |
| Thụy Điển (GLF)                                                                    | Vàng        | 15.000^                       |
| Thụy Sĩ (IFPI)                                                                     | Vàng        | 25.000^                       |
| Anh Quốc (BPI)                                                                     | Bạch kim    | 625,000                       |
| Hoa Kỳ (RIAA)                                                                      | 2× Bạch kim | 2,591,000                     |
| * Chứng nhận dựa theo doanh số tiêu thụ. ^ Chứng nhận dựa theo doanh số nhập hàng. |             |                               |